# Senecio gmelinii
Senecio gmelinii là một loài thực vật có hoa trong họ Cúc. Loài này được Ledeb. miêu tả khoa học đầu tiên.